# Мост Полпенни
Мост Полпе́нни (англ. Ha'penny Bridge, ирл. Droichead na Life, официально Мост Лиффи — Liffey Bridge) — арочный пешеходный мост через реку Лиффи в Дублине, построенный в 1816 году. Изначально назывался «Мост Веллингтона» в честь Артура Уэлсли Веллингтона.
До постройки моста через реку ходило 7 паромов, работой которых управлял Уильям Уолш. Паромы работали плохо, и Уолша известили, что он должен или починить их, или построить мост; Уолш выбрал второй вариант. Взносом за проход по мосту было полпенни; одним из условий его строительства было то, что в течение первого года работы жители Дублина могли признать работу моста «нежелательной», и он должен был быть в таком случае разобран без дополнительных расходов со стороны городского бюджета.
В 2001 году число ежедневно переходящих мост пешеходов достигло 27 тысяч, и, учитывая эту нагрузку, было произведено обследование, показавшее необходимость реконструкции. Мост был закрыт на ремонт в 2001 году; открытие состоялось в декабре 2001 года. Работы производила фирма Harland and Wolff.